# 莫伊納基湖
45°11′06″N 33°19′29″E / 45.18500°N 33.32472°E

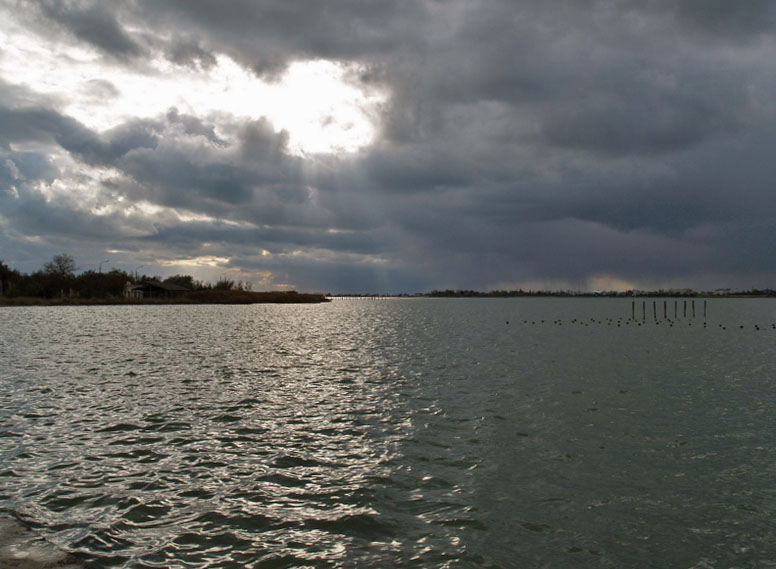

莫伊納基湖（烏克蘭語：Мойнаки），是烏克蘭的湖泊，位於該國克里米亞半島，長1.85公里、寬0.89公里，面積1.76平方公里，集水區面積30.6平方公里，最大水深1米，湖岸城鎮有葉夫帕托里亞。